# Cladoselache
 Cladoselache  war eine Gattung der Knorpelfische, die im Oberen Devon lebte. Fossilien aus Tonschiefern in Ohio sind so gut erhalten, dass man auch innere Organe, Teile der Haut und Schuppen von Knochenfischen und Haizähne im Magen erkennen kann. Es wurden mehrere Arten beschrieben.

## Merkmale
Cladoselache-Arten wurden einen bis zwei Meter lang und hatten eine typische stromlinienförmige Haigestalt, einen gedrungenen Kopf und fünf bis acht Kiemenspalten. Sie hatten zwei Rückenflossen, die jede von einem Stachel gestützt wurden, große Brustflossen und kleine Bauchflossen. Eine Afterflosse war nicht vorhanden, auch keine Klaspern, so dass man eine äußere Befruchtung vermuten muss. Die Schwanzflosse war heterocerk, jedoch im Gegensatz zu der der meisten heutigen Haie äußerlich symmetrisch (wie heute beim Herings- und Weißen Hai).
Cladoselache-Arten hatten keine Rippen. Die Zähne hatten eine große Hauptspitze sowie rechts und links davon zwei kleine Nebenspitzen. Sie waren nicht wie die modernen Haie zum großen Teil mit Placoidschuppen bedeckt, sondern hatte nur wenige um die Augen und an den Rändern der Flossen.